# Brevig Mission (Alaska)
Brevig Mission es una ciudad situada en el área censal de Nome en el estado estadounidense de Alaska. Según el censo de 2010 tenía una población de 388 habitantes.

## Demografía
Según el censo de 2010, Brevig Mission tenía una población en la que el 4,6% eran blancos, 0,5% afroamericanos, 91,5% amerindios, 0,0% asiáticos, 0,0% isleños del Pacífico, el 0,5% de otras razas, y el 2,8% pertenecían a dos o más razas. Del total de la población el 0,5% eran hispanos o latinos de cualquier raza.

## Localidades adyacentes
El siguiente diagrama muestra a las localidades más próximas a Brevig Mission.